# الكوريون على السطح

مجموعة من الأمريكيين الكوريين في لوس أنجلوس خلال أعمال الشغب عام 1992

يشير الكوريون على الأسطح أو الكوريون على الأسطح إلى أصحاب الأعمال والمقيمين الكوريين الأمريكيين خلال أعمال الشغب في لوس أنجلوس عام 1992 الذين قاموا بتسليح أنفسهم وتوجهوا إلى أسطح الشركات المحلية للدفاع عن أنفسهم. اندلعت الاضطرابات في المناطق الحضرية بسبب تبرئة أربعة ضباط من إدارة شرطة لوس أنجلوس من تهمة ضرب رودني كينج ، مما أدى إلى أعمال شغب ونهب، إلى جانب انتشار العنف والحرق العمد في جميع أنحاء المدينة.   لقد شعر الكثيرون بالتخلي عنهم من قبل سلطات إنفاذ القانون، التي تعرضت لانتقادات بسبب استجابتها البطيئة في كورياتاون .  أصبحت صورة أصحاب المتاجر المسلحين رمزًا لنضال الأمريكيين الكوريين أثناء أعمال الشغب، وقد تبناها منذ ذلك الحين دعاة حقوق الأسلحة كمثال على ضرورة الدفاع عن النفس في غياب حماية الدولة. 
في السنوات التي أعقبت أعمال الشغب، تطورت رواية "كوريون الأسطح" لتصبح رمزًا ثقافيًا وسياسيًا. وبينما كانت في البداية إشارة إلى صمود أصحاب المتاجر الأمريكيين الكوريين، فقد لاقت رواجًا واسعًا في الأوساط المؤيدة لحمل السلاح والمدافعة عن التعديل الثاني، حيث اعتبرها البعض مبررًا لامتلاك الأسلحة الخاصة في أوقات الاضطرابات المدنية. وقد اكتسبت هذه الميمات شعبية على الإنترنت، لا سيما في أوساط المدافعين عن حقوق حمل السلاح، حيث يُستشهد بها غالبًا كحجة للدفاع عن النفس بالسلاح.

## خلفية
كانت هناك توترات بين الجاليتين الكورية والأمريكية الأفريقية في لوس أنجلوس.
ووفقًا لبعض الكوريين، كان هناك شعور بين السود بأن الكوريين يسلبونهم من المجتمع، من خلال إدارة أعمال صغيرة في المنطقة، مما أدى إلى استياء عنصري.
ومن بين حوادث العنف السابقة مقتل لاتاشا هارلينز، وهي مراهقة أمريكية من أصل أفريقي عام ١٩٩١، والتي قُتلت برصاصة قاتلة ومثيرة للجدل على يد صاحب متجر بقالة أمريكي من أصل كوري، سون جا دو.
حوكمت دو وأُدينت وحُكم عليها بالسجن عشر سنوات.
مع ذلك، عُلق تنفيذ الحكم، ووُضعت بدلاً منه تحت المراقبة لمدة خمس سنوات مع 400 ساعة من خدمة المجتمع ودفع تعويض قدره 500 دولار، بالإضافة إلى تكاليف جنازة هارلينز.
اعتُبر الحكم مخففًا للغاية على نطاق واسع، حيث ورد أن رفض الاستئناف ساهم في أعمال شغب لوس أنجلوس عام 1992.

## الأحداث
بعد صدور حكم رودني كينغ، عجزت شرطة لوس أنجلوس عن توفير الحماية للعديد من المناطق المتضررة نظرًا لضخامة حجم أعمال الشغب.
ومما أثار الجدل، أنها اختارت بدلاً من ذلك إقامة حاجز دفاعي حول مدينتي بيفرلي هيلز وويست هوليوود، حيث تقطن الطبقة الراقية، مما أدى إلى عزل حي كورياتاون وإهمال مجتمعات الأقليات ومحدودي الدخل الأخرى، تاركًا حي كورياتاون ليعتمد على نفسه في الغالب.
ردًا على ذلك، تولى العديد من أصحاب الأعمال والسكان الكوريين زمام الأمور بأنفسهم.
أطلقت محطات الإذاعة الكورية المحلية في لوس أنجلوس نداءً لمساعدة أصحاب الأعمال الكوريين، مما أدى إلى وصول متطوعين يحملون أسلحتهم النارية.
شكّل تقاطع شارعي الخامس والغربي نقطة اشتعال، حيث كان متجر البقالة الكوري "سوق كاليفورنيا" (المعروف أيضًا باسم "غاجو" أو "كاجو") نقطة صراع رئيسية.
ومن بين المواقع الأخرى التي دافع عنها المواطنون بالأسلحة النارية، شارعا الثامن وأكسفورد، بالإضافة إلى شارعي الغربي والثالث.
وذكرت صحيفة لوس أنجلوس تايمز وجود عدة أشخاص على سطح المتجر يحملون "بنادق صيد وأسلحة آلية".
وأشارت مجلة "إبوني" إلى استخدام "بنادق ومسدسات".
نظرًا لأن كوريا الجنوبية كانت تفرض في ذلك الوقت خدمة عسكرية إلزامية لمدة ثلاثين شهرًا على الذكور، فقد لوحظ أن العديد من المهاجرين الكوريين لديهم خبرة في التعامل مع الأسلحة النارية.
أثارت تصرفات الكوريين على أسطح المنازل جدلاً حول ضبط الأسلحة وحملات الأمن الأهلية، كما أثارت في الوقت نفسه إشادة بشجاعة السكان وذكائهم.
قُتل إدوارد سونغ لي، وهو أمريكي من أصل كوري، بالرصاص عن طريق الخطأ على يد زملائه أثناء حمايته للمحلات التجارية بالقرب من شارع 3.
كما قُتل هيكتور كاسترو، وهو لاتيني، بالرصاص في الحي الكوري خلال أعمال الشغب.
لم تتمكن السلطات من تحديد هوية القاتل، حيث كان التجار ومثيرو الشغب يطلقون النار في المنطقة.
كانت الشرطة في حالة تأهب تكتيكي، وبالتالي لم تستجب لأي مكالمات من المواطنين.
ولم يُستعاد النظام إلا بعد أن أصدر الرئيس بوش قانون التمرد (معلنًا إياه تمردًا) بنشر 15 ألف جندي. واستُعيد النظام على الفور تقريبًا.

## تأثير
استشهد المدافعون عن حقوق الأسلحة بالكوريين على السطح لقيمة ملكية المواطنين للأسلحة النارية و"أن تكون أول من يستجيب لنفسك".
في السنوات الأخيرة، كان أيضًا موضوعًا لميمات وسائل التواصل الاجتماعي، مما ساهم في تخفيف التوترات مع المجتمعات الأمريكية الأفريقية خاصة في اضطرابات فيرجسون عام 2014، وظهور حركة حياة السود مهمة، وزيادة التوترات العرقية حول حركة أوقفوا الكراهية الآسيوية.

## روابط خارجية
- بنادق على السطح - أبريل 1992 - صورة لسوبر ماركت كاليفورنيا خلال أعمال الشغب عام 1992، التقطها جلين جيلبرت
- القصص الحقيقية وراء "كوريي الأسطح" الذين حملوا السلاح خلال انتفاضة لوس أنجلوس - كل ما هو مثير للاهتمام ، ناتاشا إيشاك، 5 نوفمبر/تشرين الثاني 2020
- بنادق الكوريين على السطح، بقلم ترافيس بايك